# 沙勒罗瓦炼铁厂
沙勒罗瓦炼铁厂（La Fabrique de fer de Charleroi，简称FAFER），现名Industeel Belgium，是一家比利时钢铁企业，位于桑布尔河沿岸，地处原Marchienne-au-Pont市镇（现属沙勒罗瓦）。该工厂现有约900名员工，每年利用回收金属（废料）生产约25万吨普通钢、合金钢和不鏽鋼板（其中不锈钢约占三分之一）。生产的钢板最大宽度可达4.10米，厚度介于3-120毫米之间，单块钢板重量最高可达16吨。

## 历史

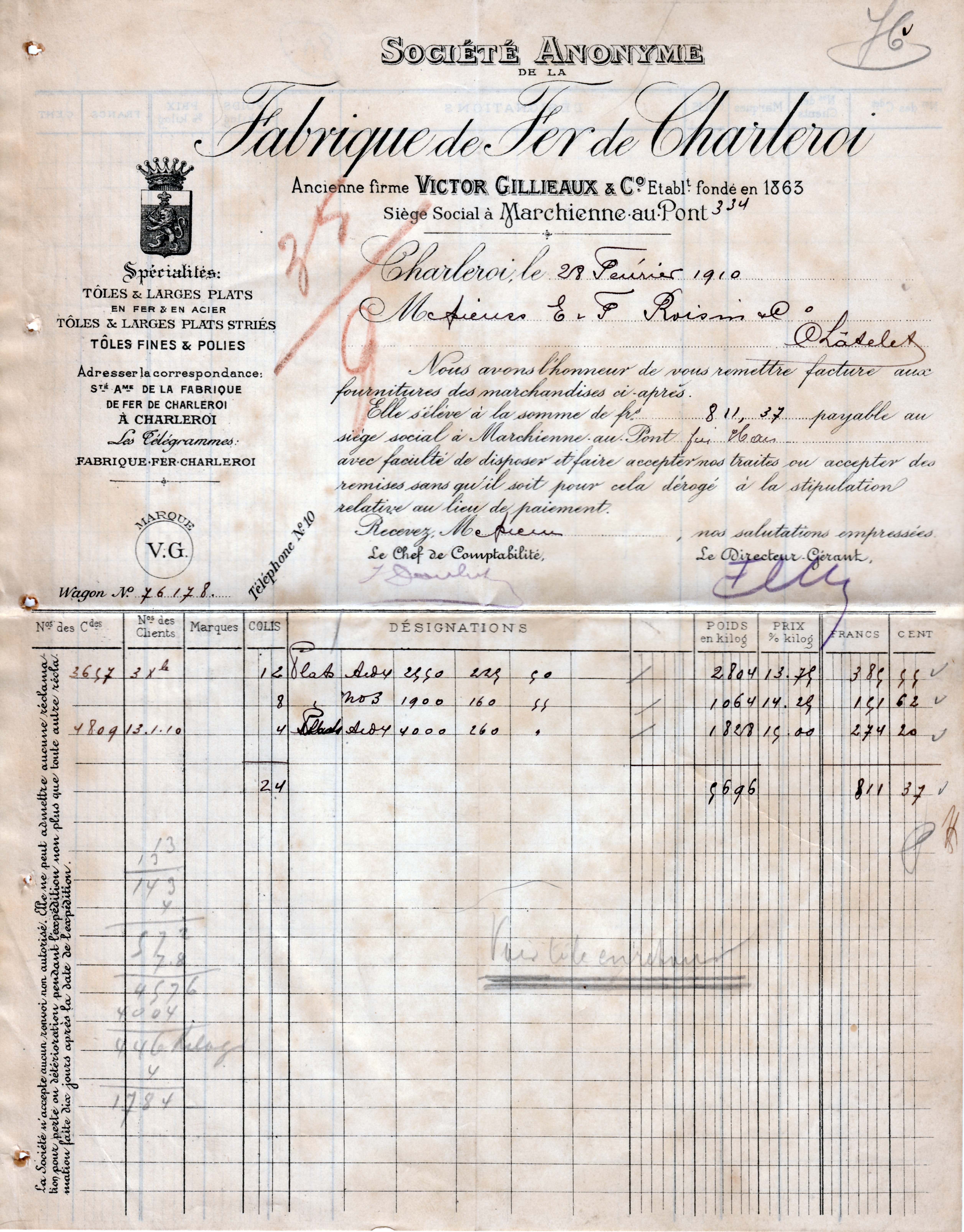
1910年2月28日的发票

1863年，维克多·吉约（Victor Gillieaux）购置首批土地，并创建了一家兩合公司，初始资本为50万法郎，命名为“Victor Gillieaux et Cie”。1864年6月18日，该企业获得许可，在此建立炼铁厂。1873年7月1日，公司增资后转型为股份有限公司，更名为“沙勒罗瓦炼铁厂”（Fabrique de fer de Charleroi），这一名称一直沿用至1997年加入Usinor集团。
自成立以来，该工厂便专注于生产用于桥梁、机车、锅炉和船舶制造的金屬薄板与钢条。其设备包括搅拌炉、加热炉、退火炉、钢坯锻锤、轧机及剪切机。
19世纪末，该企业雇佣400名工人，每年生产1.8万吨钢板和2万吨钢坯，这些产品大多直接出售。
第一次世界大战期间，该工厂的设备被占领军拆除并运走。战后，工厂重建，并恢复了三条轧机生产线，包括一条用于厚钢板的三辊轧机、一条双机架中板轧机，以及修复后的薄板轧机。
1931年，公司在新购置的土地上安装了两座容量分别为66吨和70吨的马丁-西门子（Martin-Siemens）燃气炉（燃料来自4座煤氣鼓），这两座炉一直运行至1977年7月15日。1956年2月，工厂启用了150吨电弧炉。1960年代，工厂雇佣1200名员工，年产25万吨不同材质的钢板（包括锰钢、铬钢、铬铜钢、镍钢等）。1977年11月，一座新的200吨电弧炉投入使用，使总产能提升至每年78万吨。同时，连铸技术逐步取代了传统的钢坯轧制（slabbing）。
FAFER在Carlam公司持有股份，使其在市场需求旺盛时能够在那里进行钢板轧制。

## 股权结构
该企业长期以来由家族控股，主要股东包括吉约（Gillieaux）家族和德旺德尔（Dewandre）家族。
第二次世界大战后，博埃尔（Boël）家族逐步掌控公司，吕西安·博埃尔（Lucien Boël）担任董事会主席，他的侄子波尔·博埃尔（Pol Boël）以及后来的雅克·博埃尔（Jacques Boël，德爾菲娜公主之父）也进入董事会。到1980年代，FAFER与克拉贝克锻造厂（Forges de Clabecq，由戴西家族控制）及位于拉卢维耶尔的古斯塔夫·博埃尔工厂（Usines Gustave Boël）并列为比利时三家“独立”钢铁企业，而其他瓦隆区钢铁企业（如Cockerill、Hainaut Sambre）已寻求国家援助。
1990年代末，博埃尔家族逐渐退出冶金行业，将其在拉卢维耶尔的工厂（及子公司莫伯日炼铁厂）出售给荷高温（Hoogovens），并将FAFER出售给Usinor集团。1998年，Usinor将FAFER并入Creusot-Loire Industrie（CLI），后更名为Cli-Fafer，并于2000年改称Usinor Industeel。Usinor随后收购了Cockerill-Sambre，并将马尔西内勒工厂出售给杜费科（Duferco），该厂更名为Carsid。2002年，Industeel并入安賽樂（Arcelor）集团。2003年，前CLI的业务被出售给法国Essor公司。2006年，随着米塔爾鋼鐵公司对安賽樂的併購，Industeel成为安賽樂米塔爾集团的一部分。